# Лысогубовка
Лысогубовка (укр. Лисогубівка) — село,
Вировский сельский совет,
Конотопский район,
Сумская область,
Украина.
Код КОАТУУ — 5922081103. Население по переписи 2001 года составляло 102 человека.

## Географическое положение
Село Лысогубовка находится на левом берегу реки Сейм в месте впадения в неё реки Езуч,
ниже по течению на расстоянии в 1,5 км расположено село Таранское.
Рядом проходит железная дорога, станция Река Сейм.

## История
- 1687 — дата основания.